# Сугиура, Сигэо
Сигэо Сугиура (яп. 杉浦 重雄 Сугиура Сигэо, 10 мая 1917 - 10 апреля 1988) — японский пловец, олимпийский чемпион.
Сигэо Сугиура родился в 1917 году в префектуре Сидзуока.
В 1936 году на Олимпийских играх в Берлине Сигэо Сугиура завоевал золотую олимпийскую медаль в эстафете 4×200 м вольным стилем (установив при этом мировой рекорд).